# Ачанське сільське поселення
Ача́нське сільське поселення (рос. Ачанское сельское поселение) — сільське поселення у складі Амурського району Хабаровського краю Росії.
Адміністративний центр та єдиний населений пункт — село Ачан.

## Населення
Населення сільського поселення становить 491 особа (2019; 512 у 2010, 569 у 2002).

## Історія
Болонська сільська рада була утворена на початку 1930-их років у складі Нижньотамбовського району, з 22 листопада 1932 року — Комсомольського району. 21 червня 1934 року сільська рада передана до складу Нанайського району, 1 лютого 1963 року — до складу новоутвореного Амурського промислового району, 14 лютого 1963 року — до складу Комсомольського сільського району, 30 січня 1964 року — до складу Нанайського сільського району, 14 січня 1965 року — до складу Нанайського району, 31 березня 1977 року — до складу Амурського району.
13 лютого 1978 року сільська рада перейменована в Ачанську. 1992 року сільська рада перетворена в сільську адміністрацію, 2004 року — в сільське поселення.